# 寿昌寺 (南丰县)
寿昌寺，位于中国江西省抚州市南丰县县城琴城镇三忠祠直钟巷25号，由如石大师创建于唐武德二年（619年） 是南丰县最早的佛教寺院，南宋绍定年间、明正德六年（1511年）和清咸丰年间曾数次被毁，宋咸淳年间、清嘉庆三年（1798年）和民国元年（1912年）重建。1940年南昌僧人避难来此主持，一度中兴。1966年文化大革命中，佛像被毁，僧尼尽逐。1981年落实宗教政策，陆续重建大雄宝殿（1984年）、舍利塔（1988年）、立佛和卧佛殿（1992年）等建筑，占地面积787平方米，建筑面积934平方米。舍利塔七级八角，高7.2米，共塑千尊小佛像，塔内存放19颗舍利子。立佛和卧佛殿一、二楼中央供立佛，高5.3米；三楼供卧佛，长5.3米。有联：“楼上释尊示寂，普告世事无常；楼下寿佛垂手，接引彼岸同登”。最前面的天王殿中有“第一山”横匾。
石佛龛为寿昌寺的附属寺庙，位于琴城镇西门外盱江北岸钓鱼石。石佛原为宋代圆觉禅师募化建造，高5.3米，1956年列为省级重点保护文物，文化大革命期间被炸毁。1984年重雕。此龛现在香火旺盛，尤多汽车司机信奉。